# Quinto Múcio Cévola (cônsul em 117 a.C.)
Quinto Múcio Cévola Áugure (m. 88 a.C.; em latim: Quintus Mucius Scaevola Augur) foi um político da gente Múcia da República Romana eleito cônsul em 117 a.C. com Lúcio Cecílio Metelo Diademado. É lembrado principalmente por ter sido uma grandes autoridades no direito romano em sua época. Ele é conhecido como "Áugure" para distingui-lo de seu sobrinho, Quinto Múcio Cévola, cônsul em 95 a.C., dito "o Pontífice".

## Primeiros anos
Cévola foi instruído no direito por Quinto Múcio Cévola, seu pai  e cônsul em 174 a.C., e em filosofia pelo estoico Panécio de Rodes. Entre seus primeiros cargos estão o de tribuno da plebe (128 a.C.), edil (125 a.C.) e pretor (121 a.C.), recebendo o governo da Ásia como propretor em 120 a.C.. Ao regressar a Roma deste posto, teve que enfrentar acusações de extorsão feitas pelo tribuno Tito Albúcio (provavelmente por algum motivo pessoal) e conseguiu defender-se com sucesso. Nesta época, Cévola declarou-se contrário às reformas de Caio Graco.
Em 117 a.C., foi eleito cônsul com Lúcio Cecílio Metelo Diademado. Por causa de erros no calendário romano, os dois tomaram posse no dia 1 de janeiro do calendário, correspondende ao dia 5 de setembro do calendário juliano proléptico.

## Anos finais
Em sua velhice, já um áugure, seguia demonstrando grande interesse pelo estudo das leis e demais assuntos de Roma. Cícero conta que, durante a Guerra Social (90 a.C.), apesar de já muito idoso e com a saúde precária, Áugure estava sempre disposto a dar sua opinião aos que queriam ouvi-lo e durante toda a sua vida foi o primeiro a chegar até a Cúria.
Valério Máximo afirma que Cévola defendeu Caio Mário contra a moção de Lúcio Cornélio Sula para declará-lo inimigo público de Roma alegando que não se poderia jamais odiar o homem que havia salvado os romanos dos bárbaros germânicos.
Cícero, por sua vez, utilizou o velho mestre como um interlocutor em três de seus trabalhos: De Oratore, De amicitia e De republica.

## Morte
Em 100 a.C., foi um dos adversários do tribuno da plebe Lúcio Apuleio Saturnino. Deduz-se da obra de Cícero que Áugure viveu pelo menos até o tribunato de Públio Sulpício Rufo (88 a.C.). Cícero, que nasceu em 106 a.C., conta que, depois de vestir sua toga viril, seu pai o levou até Cévola, que já era muito idoso, e que aproveitou para estar sempre perto dele para aproveitar seus conhecimentos da lei. Não parece que ele tenha sobrevivido muito além de 88 a.C., o primeiro ano da guerra civil entre Mário e Sula.

## Família
Cévola casou-se com Lélia, filha de Caio Lélio Sapiente, cônsul em 140 a.C. e grande amigo de Cipião Emiliano, com quem teve duas filhas. Uma delas (provavelmente Múcia Menor) casou-se com o famoso orador Lúcio Licínio Crasso Orador, com quem teve duas filhas. As filhas e netas de Áugure eram conhecidas em Roma na época pela pureza de seu latim.
Os pontífices máximos Públio Licínio Crasso Dives Muciano e Quinto Múcio Cévola eram seus primos. O primeiro era pai de Licínia, a esposa do polêmico tribuno Caio Graco.